# オスグッド・シュラッター病
オスグッド・シュラッター病（オスグッド・シュラッターびょう、英: Osgood-Schlatter disease、独: Osgood-Schlatter-Krankheit）は、サッカーやバスケットボールなどのスポーツをする小学生、中学生や高校生に多く見られる、膝の脛骨が出っ張って痛むという骨軟骨炎である。
オスグッド・シュラッター症候群（オスグッド・シュラッターしょうこうぐん）ともいう。
1903年にボストンの整形外科医ロバート・ベイリー・オスグッド（1873 - 1956）と、チューリッヒの外科医カール・シュラッター（1864 - 1934）が別々に症例を確認、発表したため、この病名がある。一般的には、「オスグッド」などと略されるが、正式名称は「オスグッド・シュラッター病（症候群）」である。

## 症状・治療
多くの患者は、膝の脛骨の付近の痛みや膝裏の痛みを感じる。様々なスポーツでジャンプや屈伸を行うことにより、大きな衝撃が膝（脛骨）付近に生じ、脛骨粗面付近に炎症が生じる。脛骨粗面に存在する骨端核に機械的牽引力がかかることに起因するとされる。このため10 - 15歳の活発な発育期の男子に多く発生し、運動時に症状が強く現れる。膝伸展機構は大腿四頭筋から膝蓋骨、膝蓋靭帯・膝蓋腱、脛骨粗面へと連続する。スポーツ選手では膝伸展の反復により、これらの部分に牽引力が働き、膝蓋骨遠位端、膝蓋靭帯、脛骨粗面が弱点となり、ジャンパー膝、シンディングラーセン・ヨハンソン病などのように疼痛が起こる頻度が高い。X線でも骨端核の様々な乱れや遊離骨片の発生などが認められる。発症者としては外見からはあまり痛くなさそうでも本人からすればかなり痛いのにわかってもらえないのも発症者のネックになることが多い。
治療法としては、まず、安静にすることが第一である。また医薬品などの治療も可能ではある。しかし、現在は、リハビリなどを行う例が多い。キックやジャンプの動作は禁止し、理学療法を併用して対症療法を行う。大きな骨片が存在する場合には手術的に摘出することもある。しかし、あまり心配しなくてよい、時期が来れば痛みは消えると言われているが実際はスポーツなどは完全に中止し、休養をとらないと完治は難しいと言われている。
特に発症しやすいスポーツはサッカー、バスケットボール、野球、バレーボール、陸上競技、テニスと言われている。
サッカーはボールを蹴ることが多いことや、リベロのように動く選手や、バレーボールでよくスパイクを打つ選手などは、痛みが増したりするために特に治りにくいと言われることがある。
しかし一番治すために効果的なのは、前文にもあるが、完全にスポーツなどを中止し休養を取ることである。
一方で10-15歳の子供が完全にスポーツを中止し休養することは難しい。他の子供との競い合いから一時離れなくてはならない。時には、そのスポーツや選手を諦めなくてはならず肉体的、精神的痛みは大きい。なるべく短期間で治癒するような積極的な休養が望まれる。それには大腿四頭筋の短縮に着目する。大腿四頭筋の一部は2関節筋で股関節の屈曲と膝関節の伸展に作用する。大腿四頭筋に短縮がある者は膝関節完全屈曲位で股関節伸展位が難しくなり、膝が体幹より後ろへ行きにくい。このような者はただ歩いているときでも脛骨に負担が加わっている。歩行時の足が後ろから蹴る動作で筋収縮と筋の短縮による2重の力が脛骨に加わり負担が大きくなっている。大腿四頭筋を長くゆくことが必要である。筋は早い動きに対して一定の長さを保とうとする反応があるために、ゆっくりと緩やかに伸長して行く。加えて、膝関節屈曲と股関節の伸展を一緒に行うが、股関節伸展が腰椎の伸展にごまかされないよう、各関節を厳密に動かして大腿四頭筋を長くして行く。

## 患ったことがある人物
- デーブ・ジョンソン - 十種競技選手
- デヴィッド・ウィルソン - フィギュアスケート選手
- スティーヴン・アイルランド - サッカー選手
- アレッサンドロ・ネスタ-サッカー選手
- ラファエル・ヴァラン-サッカー選手
- ロナウド-サッカー選手
- 清武弘嗣 - サッカー選手
- 岩本貴裕 - 野球選手[1]
- 小芝風花 - 女優（フィギュアスケートジュニア選手時代）[2]
- 佐藤優樹 - アイドル（モーニング娘。）
- 奥真奈美 - アイドル（元AKB48）
- 井上小百合 - アイドル（元乃木坂46）[3]
- RUANN - シンガーソングライター・ダンサー[4]
- 浜田朝光- K-POPアーティスト(TREASURE)

## その他
オスグッド・シュラッター病と混在する炎症や怪我は多い。腱鞘炎と共に患う場合もある。また、症状がひどい場合には足に水がたまる場合もあるため、膝に痛みが現れた際は医者の診察を受けることが最適である。オスグッド・シュラッター病の患者はたいてい最初は成長痛などと言われるが、成長痛は運動をした・しないに関わらずに時期が経つと治るのに対し、いつまでも痛みがひかない場合はオスグッド・シュラッター病であることが多い。